# Giessen (Flussname)
Giessen, respektive Gießen geschrieben, auch mit einem s, ist ein altes deutschen Hydronym für langsamfließendes Wasser ohne sonderliches Gefälle.

## Etymologie
Das Wort kommt von althochdeutsch giozo ‚bewegtes Gewässer‘, mittelhochdeutsch gieze ‚tiefer, langsam fließender Flussarm‘. Die niederdeutsche Variante dürfte gête ‚niedrige Wasserstraße‘ sein.
Es findet sich auch noch fachsprachlich lebendig, für ‚klarer Altarm‘ (in dem Sinne als noch durchflossen und noch nicht zum trüben Stillgewässer degradiert) oder für die laufbegleitenden, heute oft vollkanalisierten Quellbäche und Kleingerinne der Flussebenen und Auen.

## Verbreitung und Beispiele
Das Wort ist naturgemäß im ganzen deutschen Sprachraum heimisch, aber nur lokal häufiger.
Als Giessen werden Grundwasserquellbäche in Auenlandschaften bezeichnet, so zum Beispiel am südlichen Oberrhein zwischen Breisach und Rheinau-Honau (10 km nördlich von Kehl) und in den aargauischen Auen an der Aare wie etwa der Rohrer Giessen. Sie werden von den ergiebigen Grundwasserleitern der Flussgebiete (siehe Oberrhein-Aquifer) gespeist. Das Wasser der Giessen ist kalkreich, sehr nährstoff- und sauerstoffarm und bei relativ konstanter Wasserführung auch im Sommer kühl.
Die Giessen am Rhein liegen eher am Rand der Rheinaue und sind nur zum Teil in die Hochwasserdynamik des Rheins einbezogen.
Das Naturschutzgebiet Taubergießen ist nach einem derartigen Giessen benannt.
In der Schweiz sind Giessen Wasserfälle kleinerer und kleinster Gewässer, unabhängig von ihrer Fallhöhe. Meist fallen sie über Nagelfluh- oder Sandsteinfelsen, wie bei Wissengubel und Greiselgubel-Giessen in der Gemeinde Fischenthal. In frostigen Wintern bilden sie phantastische Eis-Szenarien.
Weiter nördlich im Rheintal, im Raum Karlsruhe, bezeichnet Giessen einen schmalen, tiefen Rheinarm mit hohen Ufern und ohne Sand- oder Kiesbänke.